# アルタクセルクセス1世

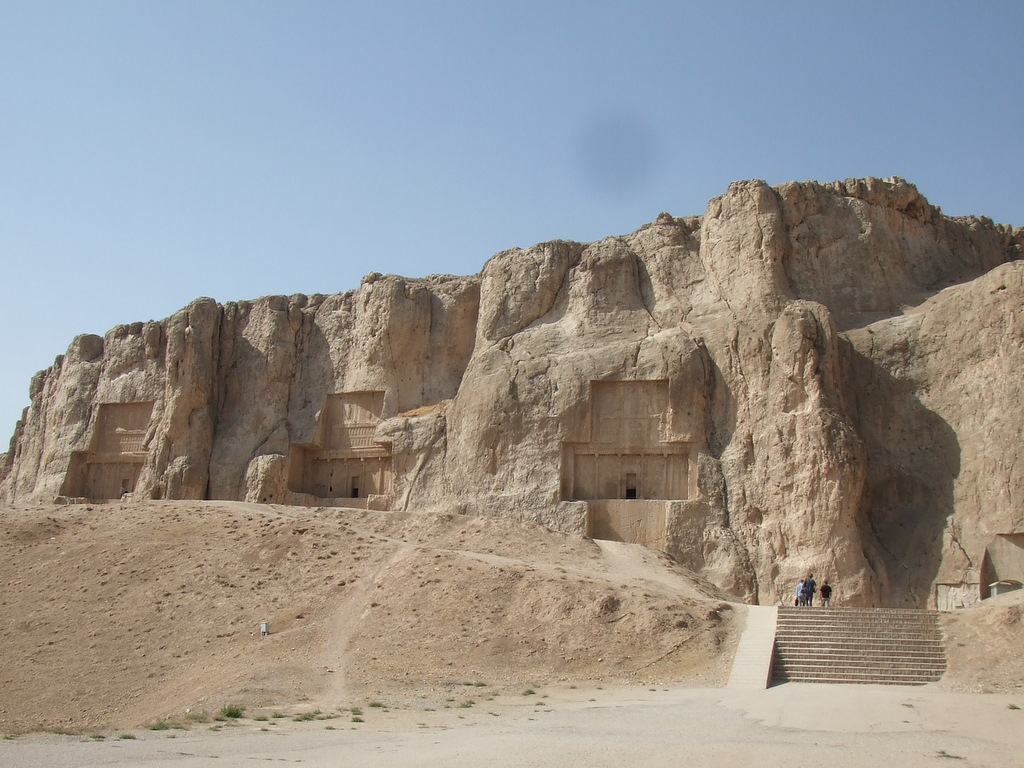
アルタクセルクセスの墓所があるナクシェ・ロスタム。

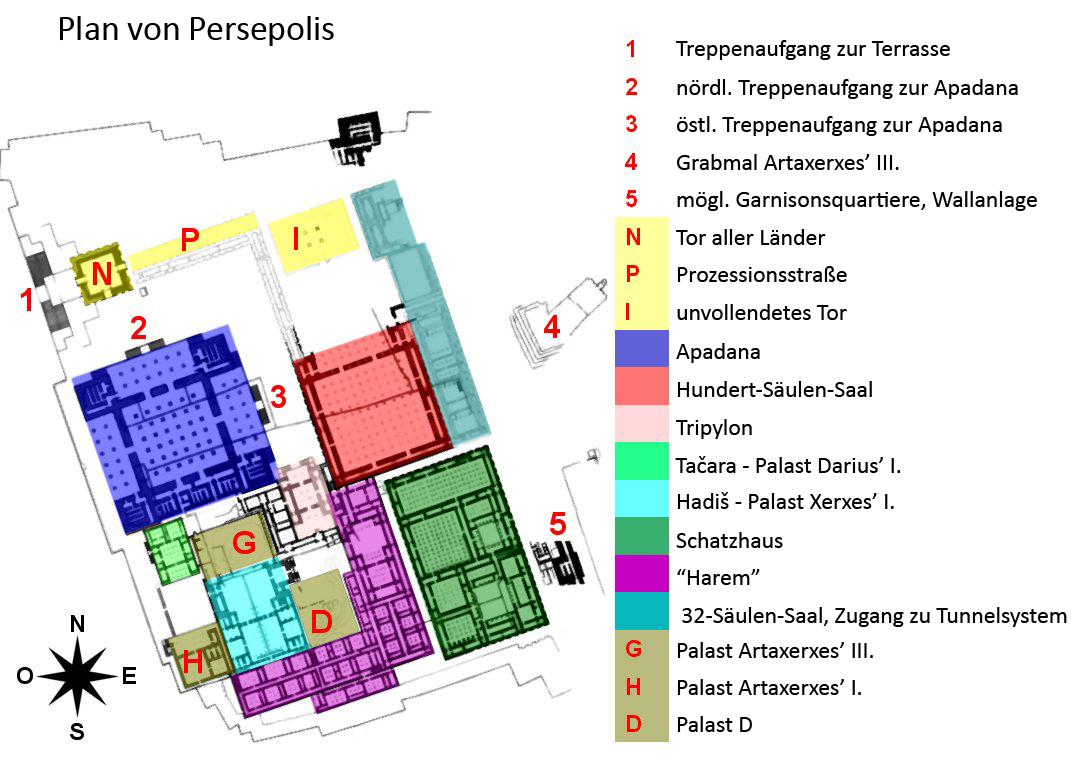
ペルセポリスの見取図。ピンク色の部分がアルタクセルクセス1世による造営部分。

アルタクセルクセス1世、アルタクセルクセス・ロンギマヌス（古代ペルシア語: 𐎠𐎼𐎫𐎧𐏁𐏂𐎠 - Artaxšaça, 英語: Artaxerxes I）は、アケメネス朝ペルシアの大王（在位紀元前465年‐紀元前424年）。先代の王クセルクセス1世の子で次代の王クセルクセス2世の父。

## 名称
古代ペルシア語の原形はアルタクシャサ（Arta-xšassa-：名詞幹のみの形）で、「天則に属する国の支配者（シャー）」を意味する。アルタクセルクセス（Artaxerxēs）は、ペルシア語によるペルシア王名がギリシア語において転訛した形で、3人のアケメネス朝ペルシア王の名として知られている。ギリシア語表記からアケメネス朝ペルシア王名のクセルクセス（原形はクシャヤールシャンで、「壮士、男子を支配する者」を意味する）に接頭辞をつけた派生形の人名と誤解されやすい。古代ギリシアでの通称はマクロケイル（希: μακρόχειρ、「長い手」の意）。ペルシア語: اردشیر（ラテン文字化：Artaxerxes I）。

## 経歴
父クセルクセス1世が国内の権力抗争に巻き込まれて護衛隊長アルタバノスに暗殺されると、首謀者と目された兄のダレイオスを探し出して殺害し、即位したとされる。
即位直後の紀元前463年に帝国の東部辺境バクトリアで反乱が発生し、さらにはエジプトとリビアでも反乱が起きた。これに呼応してアテナイが主導するデロス同盟はキモンが指揮する200隻の船団を派遣してエジプトを支援し、ペルシア王国と戦った。当初エジプト軍は優勢に立ち、メンフィスにこもるペルシア軍を包囲した。しかし紀元前456年にペルシアの将軍メガビュゾス率いるペルシア軍はこの包囲網を破り、さらにデロス同盟軍にパプレミスの戦いで大打撃を与えた。クニドスの歴史家クテシアスの伝えるところによれば、デロス同盟は船50隻と兵士6000人を失ったという。しかし続くサラミスの海戦ではデロス同盟側が勝利した。戦いに倦んだ両者は和平交渉に入り、ダレイオス1世の代から続くペルシア戦争を、ギリシアと条約（カリアスの和約）を結んで公式に終結させた。この条約ではキプロスと小アジアがペルシア帝国の支配下にあることが確認されたが、一方で大幅な自治も認めさせられた。ペロポネソス戦争ではスパルタとアテナイの双方がペルシア帝国を味方にしようと画策したが、中立を守った。
ギリシアでは寛容な王として知られ、故国を追われたサラミスの海戦の英雄テミストクレスの亡命を受け入れ、これを手厚く保護したという。また宗教政策も寛容であり、旧約聖書のエズラ記、ネヘミヤ記にその名が登場し、特に預言者ネヘミヤはアルタクセルクセスの側近からユダヤ総督になったとされる。建築や碑文を残すことにも熱心で、首都ペルセポリスには「百柱の間」を建設した。

## 旧約聖書の描写
ネヘミヤ記ではネヘミヤが献酌官として仕えていた王として、アルタシャスタの名前で登場する。
エズラ記で出てくるアルタシャスタ王は、カンビュセスの後にわずか10ヶ月の間だけ王だったスメルデス(Smerdes)の事。こちらのアルタシャスタ王はサマリヤ人に買収された議員たちから進言を受け、ユダヤ人たちの神殿再建を中断させている描写がなされる。